# Les Visiteurs du soir
Pour l’article homonyme, voir Visiteur du soir.
Pour plus de détails, voir Fiche technique et Distribution.
Les Visiteurs du soir est un film français réalisé par Marcel Carné, sorti en 1942.

## Synopsis
Nous sommes en mai 1485, en France, juste après la fin du Moyen Âge. Veuf depuis plusieurs années, le baron Hugues organise une fête à l'occasion des fiançailles de sa fille Anne avec le baron Renaud, lequel manifestement s'intéresse plus à la guerre et à la chasse qu’à sa future épouse. Pour divertir les invités, on a réuni un certain nombre d’artistes, parmi lesquels deux joueurs de luth appelés Gilles et Dominique. Personne ne se doute de ce que cache leur déguisement — en réalité, il s’agit de deux envoyés du diable qui les a chargés de désespérer le monde. À peine entrés au château, ils utilisent leur pouvoir de séduction pour introduire la discorde entre les futurs époux. Grâce aux mélodies qu’il chante, il ne faut pas longtemps à Gilles pour captiver la mariée : elle écoute sa voix, totalement ensorcelée.
De leur côté, Hugues et Renaud succombent l'un comme l’autre au charme de Dominique (devenue femme), qui s'acquitte avec ruse et maîtrise de sa tâche de séduire les deux hommes. Entre eux, devenus maintenant des rivaux, elle sème la discorde, chacun d'eux la voulant pour lui. Il s'ensuit un duel au bout duquel Renaud perd la vie.
Au cours d'une partie de chasse offerte aux invités, un lien tendre réunit Gilles, l'envoyé du diable, et Anne, la mariée. Tous les deux s'embrassent en pleine nature sur une prairie en fleurs auprès d'une petite fontaine romantique. Gilles en oublie ses sombres intentions de voler cette jeune innocence grâce à ses talents de séducteur. C'est avec sincérité que tous deux tombent amoureux l'un de l'autre.
Voilà qui ne correspond pas du tout à ce qu'avait imaginé le diable, et une nuit, il apparaît au château, accompagné d’un sinistre grondement de tonnerre. Accueilli par le propriétaire, le baron Hugues, il se présente superbement habillé, cynique et plein d’esprit. Mais, bien sûr, il n'a rien de bon en tête ; maintenant, il va faire tout ce qui est en son pouvoir pour détruire cet amour qui naît entre Anne et Gilles et les séparer l'un de l'autre. Il fait en sorte que Gilles et Anne soient pris en train de s’aimer. Gilles se voit alors arrêté, battu et jeté dans le cachot du château. Le soir même, les fiançailles d'Anne et de Renaud sont rompues.
Mais voilà que le diable lui-même est fasciné par cette pureté d'Anne, qu'il décide de conquérir à tout prix. Tous les moyens lui seront bons pour qu'elle oublie Gilles. Anne accepte un marché avec le diable amoureux à la condition que celui-ci libère Gilles de ses chaînes. Une fois celui-ci libéré, le diable lui ôte la mémoire. Au départ de Gilles, Anne avoue son mensonge : elle ne pourra jamais aimer le diable. Retournant à la fontaine où eut lieu leur premier dialogue amoureux, Anne et Gilles se retrouvent. L'amour redonne à Gilles sa mémoire envolée. De rage, le diable les change en statues, mais ne peut empêcher leurs cœurs de continuer à battre sous la pierre.

## Fiche technique
- Titre original : Les Visiteurs du soir
- Réalisation : Marcel Carné
- Assistant à la réalisation : Michelangelo Antonioni
- Scénario et dialogues : Jacques Prévert et Pierre Laroche
- Direction artistique : Alexandre Trauner[1]
- Décors : Georges Wakhévitch, Alexandre Trauner, Léon Barsacq
- Costumes : Georges Wakhévitch
- Maquillages : Paule Déan
- Photographie : Roger Hubert
- Cadrages : Marc Fossard
- Son : Jacques Lebreton
- Montage : Henri Rust
- Musique : Maurice Thiriet
- Photographe de plateau : G. R. Aldo, Léo Mirkine
- Production : André Paulvé
- Directeurs de production : Gabriel Lhomme, Émile Darbon[Note 1]
- Société de production : Productions André Paulvé (France)[Note 2]
- Sociétés de distribution : Discina[1] (France), Scalera Film[Note 3] (Italie), Mission Distribution[1] (distributeur pour la ressortie en France en 2012)
- Pays d'origine :  France
- Langue originale : français
- Format : noir et blanc — 35 mm — 1.37:1 — monophonique (Western Electric Sound System)
- Genre : conte médiéval-fantastique
- Durée : 120 minutes
- Dates de sortie : France, 5 décembre 1942 à Paris aux cinémas "Madeleine" et "Lord Byron" (source René Château Vidéo, date reprise sur beaucoup d'autres sites) ; 19 décembre 2012 pour sa sortie après restauration numérique
- Classifications et visa CNC : mention « tous publics », art et essai, visa d'exploitation no 9

## Distribution
- Arletty : Dominique
- Alain Cuny : Gilles
- Marie Déa : Anne
- Jules Berry : le diable
- Marcel Herrand : Renaud
- Fernand Ledoux : le baron Hugues
- Pierre Labry : un gros seigneur
- Gabriel Gabrio : le bourreau
- Roger Blin : le montreur de nains
- Jean d'Yd : le montreur d'ours.
- Piéral : un nain
- Madeleine Rousset : non créditée rôle de Louison[réf. souhaitée]
- Simone Signoret : une demoiselle du château
- François Chaumette : un page
- Jean Carmet : un page
- Alain Resnais : un page
- Jean-Pierre Mocky  : un petit page
- Janine Berry
- Claudie Carter
- Arsenio Freygnac
- Robert Hébert
- Guy-Henry
- Robert Le Béal
- Marie-Thérèse Moissel
- Marcel Mouloudji
- Jacques Prévert
- Georges Sellier
- Jean Darnel : un page

## Production

### Genèse
« J'étais venu voir Jacques dans l'espoir de faire un nouveau film avec lui. Cela seul m'importait... [...] Jacques me demanda quel film j'entendais faire... J'avouai ne pas en avoir la moindre idée... Afin d'éviter, autant que faire se pouvait, la censure de Vichy, il pensait que nous aurions intérêt à nous réfugier dans le passé : nous pourrions ainsi jouir d'une plus grande liberté... [...] C'était aussi mon avis, quoique exposé sous une forme moins sommaire...
— Tu as une préférence pour une époque ? me demanda Jacques.
J'hésitai un moment avant de répondre :
— Je crois que je serais à l'aise dans le Moyen Âge... Le style flamboyant me plairait assez... Celui des Très Riches Heures du duc de Berry...
— C'est pas c.. dit Jacques. [...]
Ainsi naquirent Les Visiteurs du soir. »

— Marcel Carné, La Vie à belles dents (souvenirs), 1975.
Dans Jacques Prévert, portrait d'une vie, Carole Aurouet raconte :

« Marcel Carné est motivé par l'envie de réaliser un cinquième film à partir d’un scénario de Jacques Prévert. Il souhaite également diriger l’acteur Alain Cuny qu’il a remarqué au Théâtre de l'Atelier alors qu’il jouait Orphée dans Eurydice de Jean Anouilh : « Il avait une très belle voix, grave, prenante. Son seul défaut était un débit assez lent, comme s’il s’écoutait parler, joint à un accent chantant sur certaines fins de phrases ». Carné lui fait passer des essais pour le rôle du musicien de Juliette et la Clé des songes (abandonné à cette époque). Enfin, le réalisateur est excédé par les interdits de Vichy et par la censure qui sévit en France. Repliée sous le couvercle de l’Occupation, la production cinématographique se doit en effet d’être intemporelle si bien que les auteurs ne peuvent être des témoins de leur époque, à moins qu’ils ne le fassent en teintant le tout de propagande. D’un commun accord, il est donc décidé de s’évader dans un autre siècle et/ou un autre genre pour conserver une entière indépendance. Carné et Prévert songent d’abord à reprendre un projet qui est en gestation depuis 1940 mais dont l’entrée en guerre du pays avait sonné le glas : Le Chat botté de Perrault, dans lequel le chat devait être interprété par Maurice Baquet. Trauner avait même commencé à réaliser des maquettes, reprises pour Les Visiteurs du soir. C’est finalement l’évasion dans le Moyen Âge qui sera la solution de rechange adoptée pour se donner la liberté d’aller à contre-courant. »

Pourtant, le film pourrait bien être en lien beaucoup plus étroit avec l'actualité de l'époque, contrairement à ce que pouvait laisser croire cet apparent refuge dans le passé. Danièle Gasiglia-Laster a bien montré les rapports de ce film avec son temps : la date donnée dès le début du film (1485) nous donne, si on l'inverse, 5 août 41... Quant à la fin du film — le cœur des deux amants changés en statues continuant à battre — il est très éclairant de la mettre en parallèle avec un poème de Prévert écrit plusieurs années plus tôt, La Crosse en l'air (1936) : « où il avait déjà utilisé cette métaphore du cœur que rien ne peut détruire pour évoquer la résistance à Franco. Ce cœur, c'était « le cœur de la révolution », ce cœur écrivait-il, « que rien...personne ne peut empêcher d'abattre ceux qui veulent l'empêcher de battre... de se battre... de battre. »
Dans le contexte de l'Occupation, les spectateurs avertis ont saisi la parabole de la guerre, le baron Hugues représentant Pétain, son château le régime de Vichy et le diable, les Allemands ; les deux amants, statufiés à la fin (mais dont les cœurs battent toujours) renverraient à la Résistance.

### Attribution des rôles
- Arletty [4] : « Quand Prévert a écrit Les Visiteurs ou Les Enfants, il a pensé à tous les interprètes. Il savait que Gilles serait Alain Cuny et que Jules Berry ferait le Diable. On ne pouvait pas rêver meilleur diable. J'ai adoré la partie d'échecs et cette scène où il passe ses mains devant le feu. Berry était extraordinaire. Avec lui, à moins d'un incident technique, c'était toujours bon à la première prise. »
- Marcel Carné[5] : « Au moment où Jacques et moi résolûmes de réaliser le film, nous avions envisagé les comédiens qui pourraient l'interpréter. Comme toujours, nous nous étions rapidement mis d'accord sur le nom d'Arletty. Qui mieux qu'elle, en effet, pouvait camper Dominique, personnage androgyne mais en qui s'incarnait toute la rouerie féminine, et aussi toute sa grâce !... De même, aucun acteur ne nous paraissait plus apte à jouer le diable que Jules Berry, après son Monsieur Valentin du Jour se lève. Pour le rôle d'Anne, Paulvé m'avait demandé de prendre Marie Déa, avec laquelle il avait un contrat à l'année. Physiquement brune et bien en chair, elle n'était pas le personnage, et de nouveau, je pensais à Madeleine Ozeray... J'acceptai cependant devant le charme et la douceur qui émanaient d'elle le jour où je la rencontrai... Restait Renaud, le fiancé fourbe et cruel. Je risquai le nom de Marcel Herrand. [...] Jacques trouva que c'était une bonne idée. Ne voulant pas être de reste, je trouvai à mon tour excellent son choix de Fernand Ledoux pour silhouetter le baron Hugues. »

### Décors
Marcel Carné : « Nous en avions longtemps parlé ensemble [avec le décorateur Georges Wakhevitch] en contemplant les miniatures des Très Riches Heures, et que j'avais vivement insisté pour que les murs aient la couleur de la pierre neuve, tels qu'ils existaient à l'époque de leur construction. Si j'avais demandé qu'un décor fût édifié, c'était précisément pour qu'il ait l'apparence du neuf... Je m'étais souvenu combien j'avais souffert à la vision de certains films historiques où les acteurs, revêtus de somptueux atours flamboyant neuf s'exhibaient, c'est le mot juste, devant de vieilles pierres moussues, rongées par les siècles... Il s'en dégageait une impression de mascarade qui, d'un coup, enlevait toute crédibilité à l'histoire... [...] Néanmoins, le château blanc, voulu par moi et non obtenu par la grâce divine, devait soulever une incroyable polémique à la sortie du film. Tout d'abord, l'immense majorité fut contre. On parla de décor en carton-pâte, du pire Châtelet (?). Certains virent un caprice dispendieux dans le fait que j'avais exigé la construction d'un décor, alors qu'il existait en France une kyrielle de châteaux, plus merveilleux les uns que les autres... À ces derniers j'ai répondu plus haut. En ce qui concerne les premiers, on sait très bien qu'il n'entrait pas une once de carton dans les matériaux employés. Enfin, il fallut bien se rendre à l'évidence : à l'époque de leur construction, les châteaux étaient blancs... »

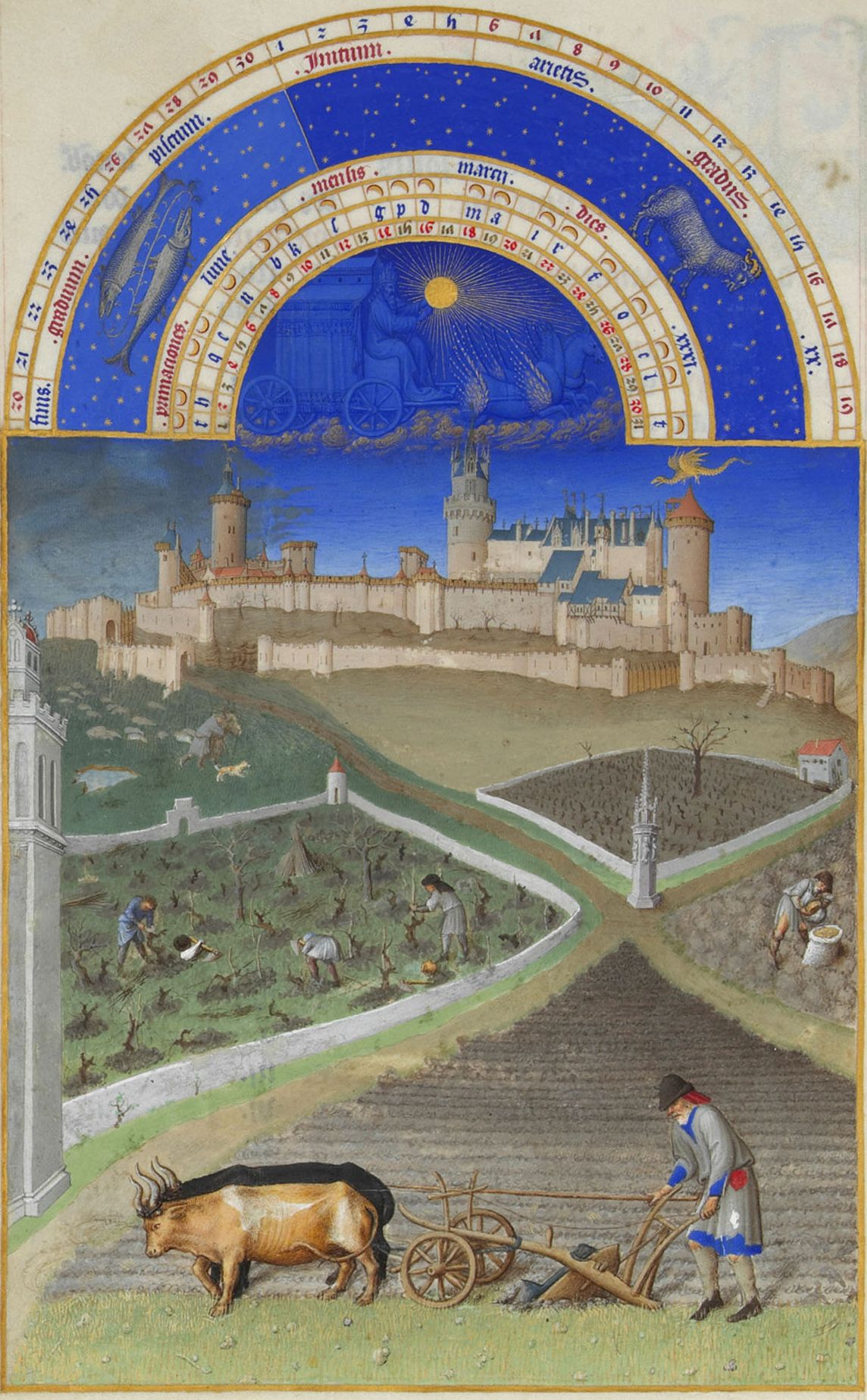
Mars
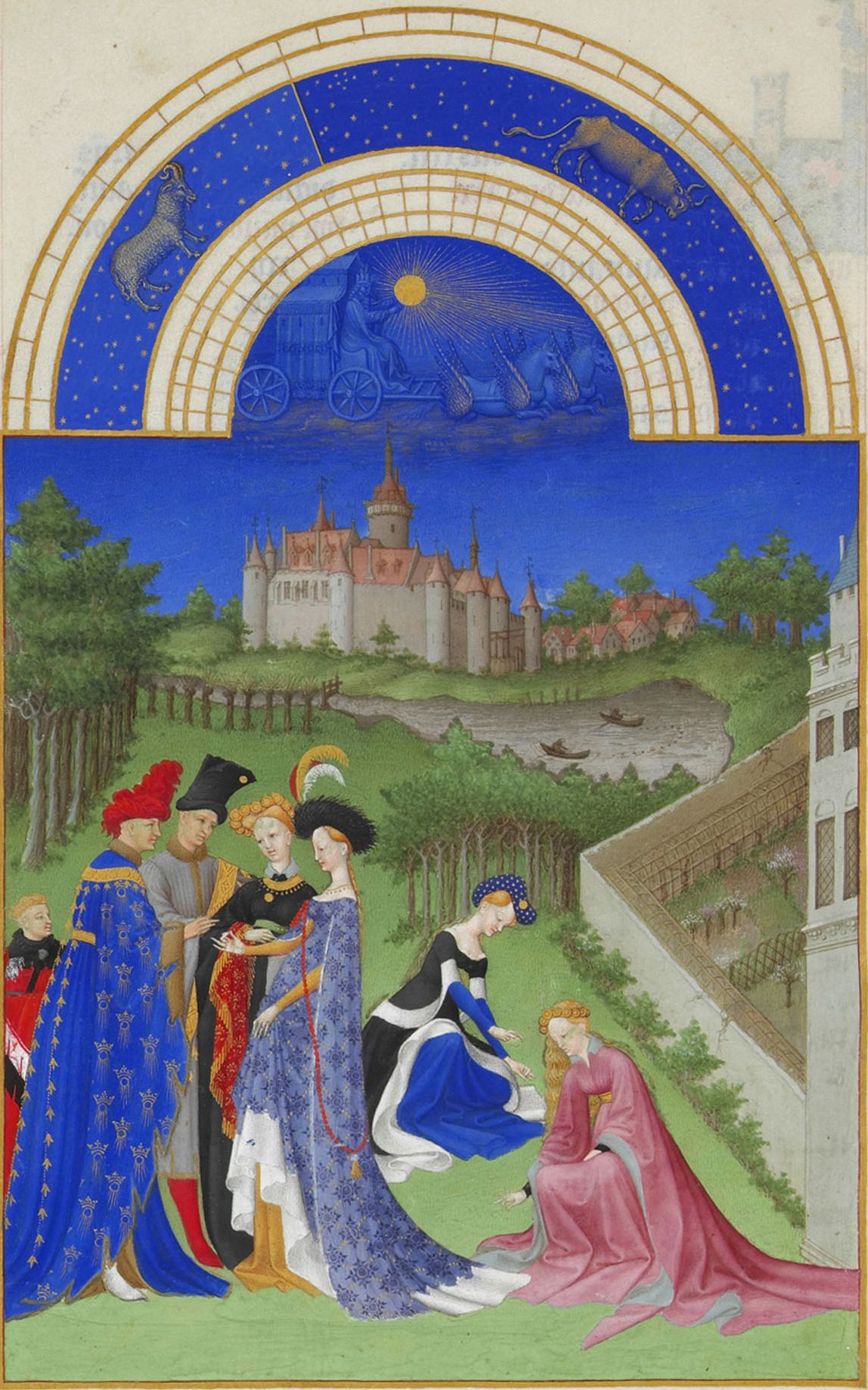
Avril
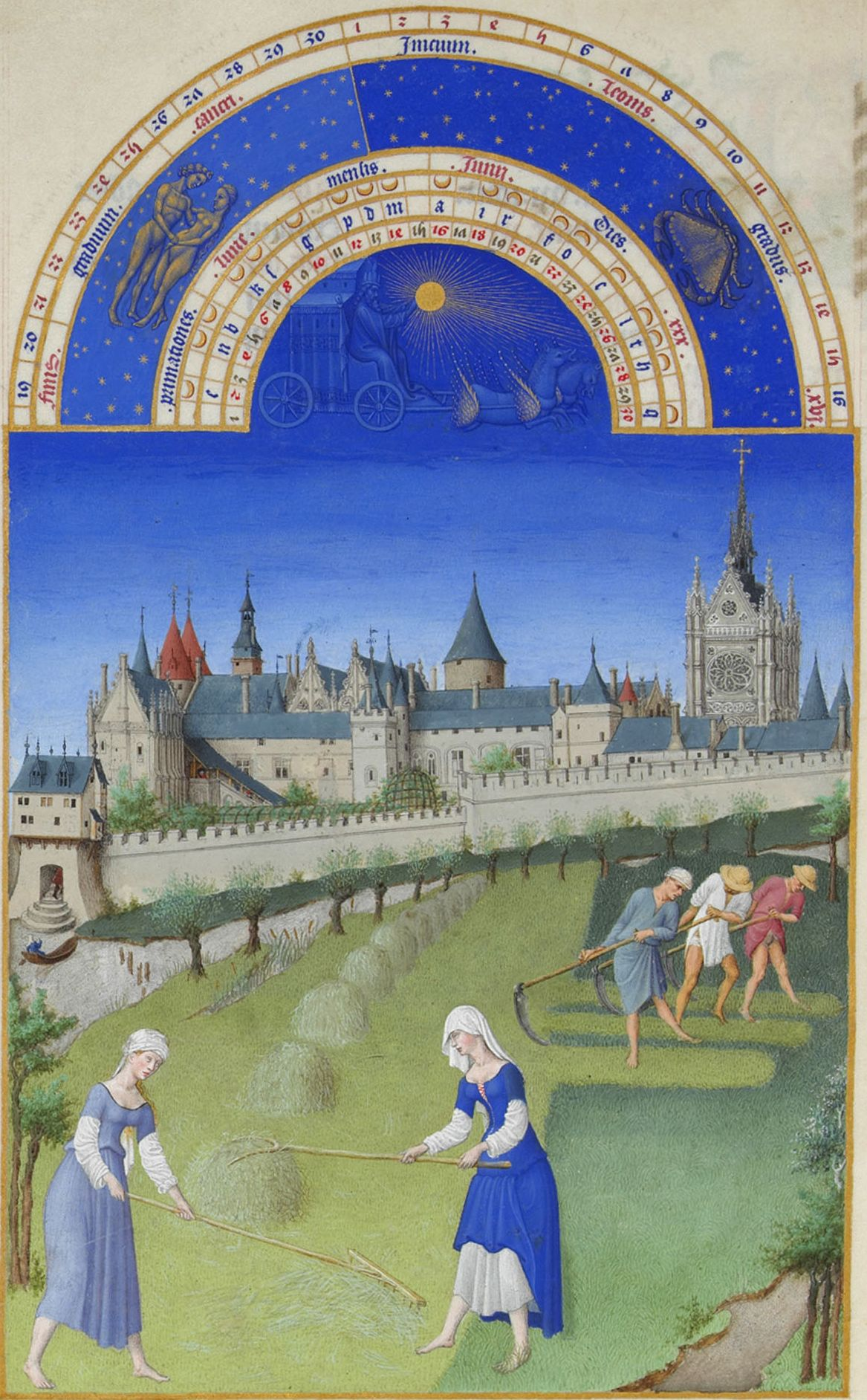
Juin
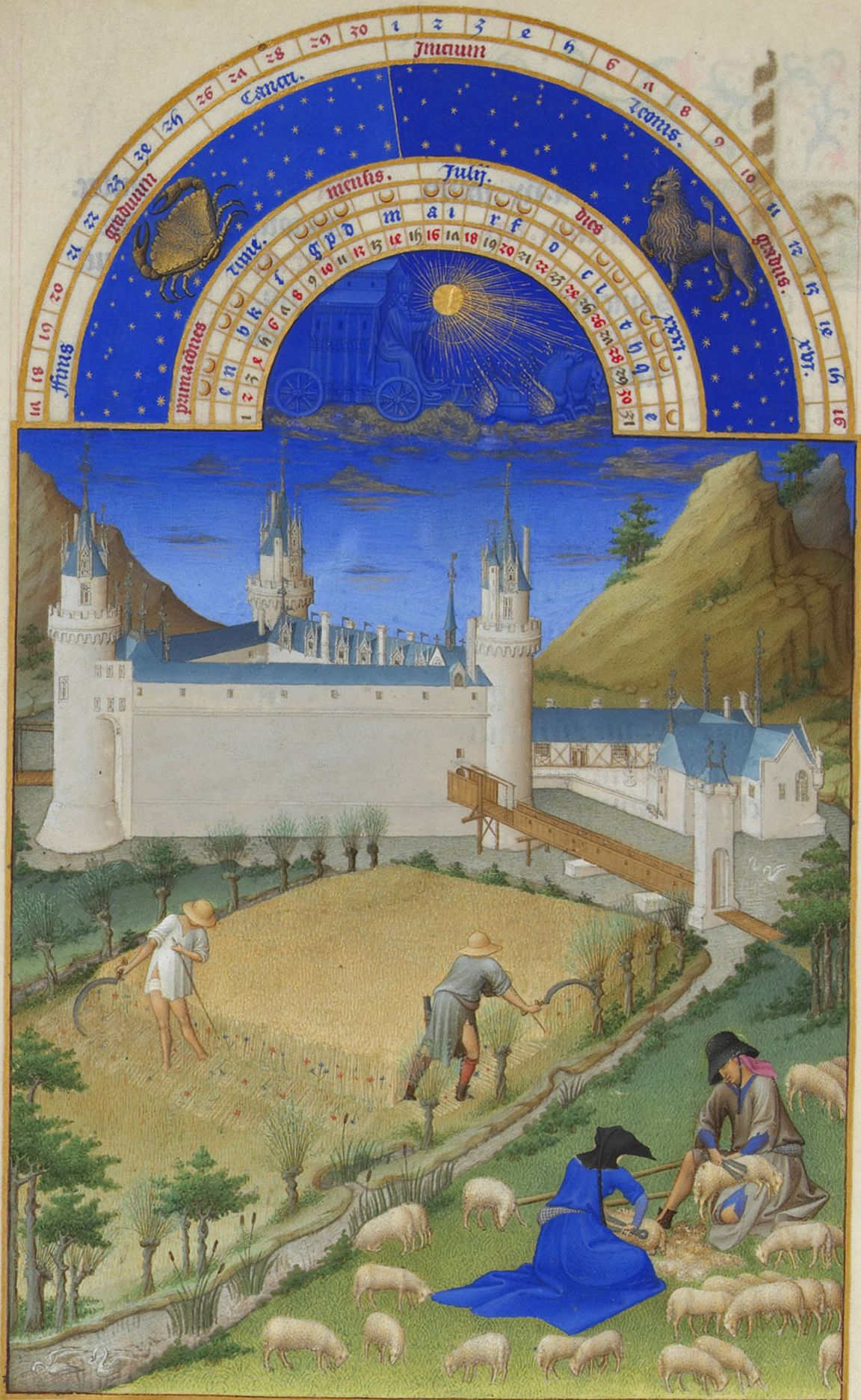
Juillet
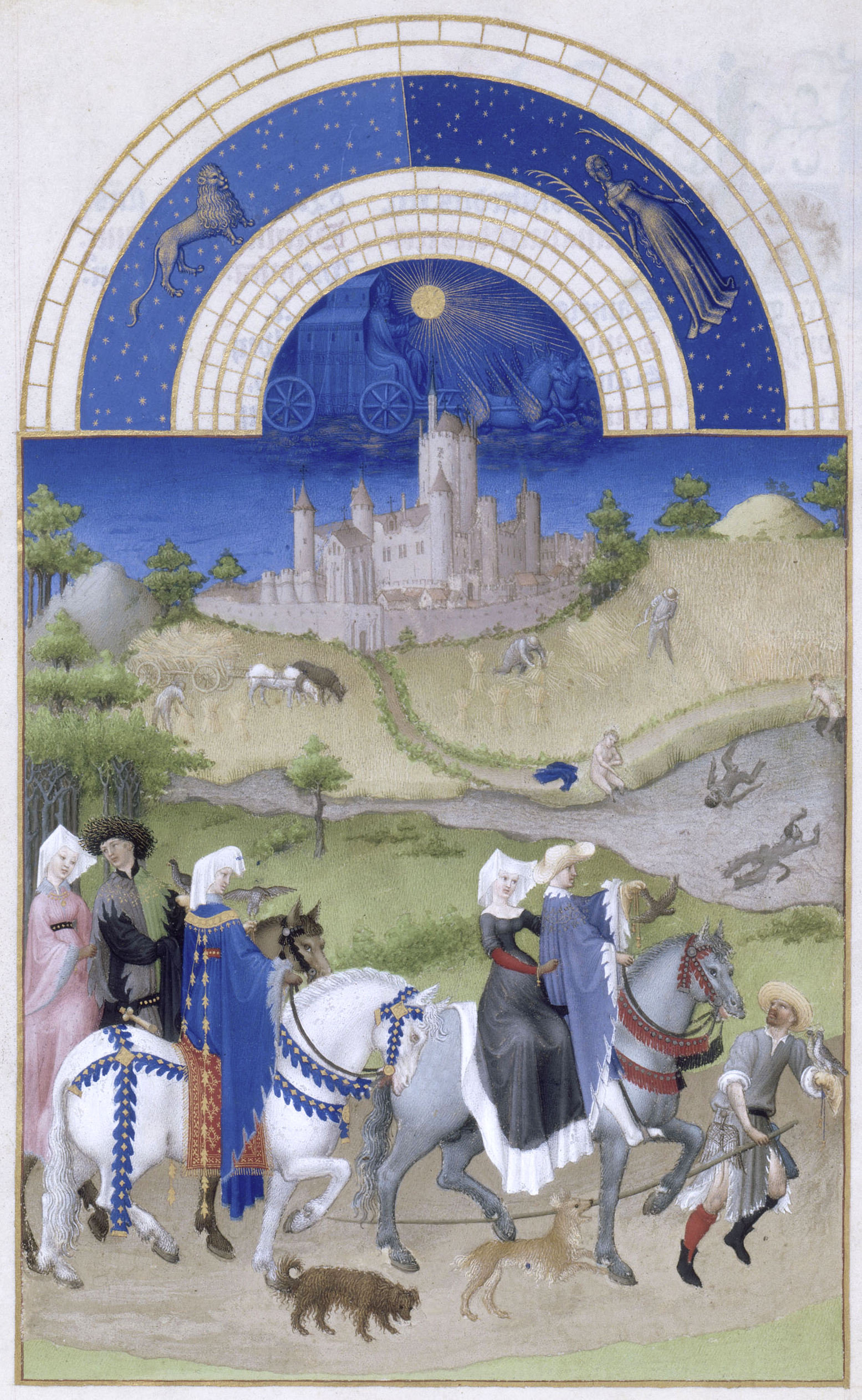
Août
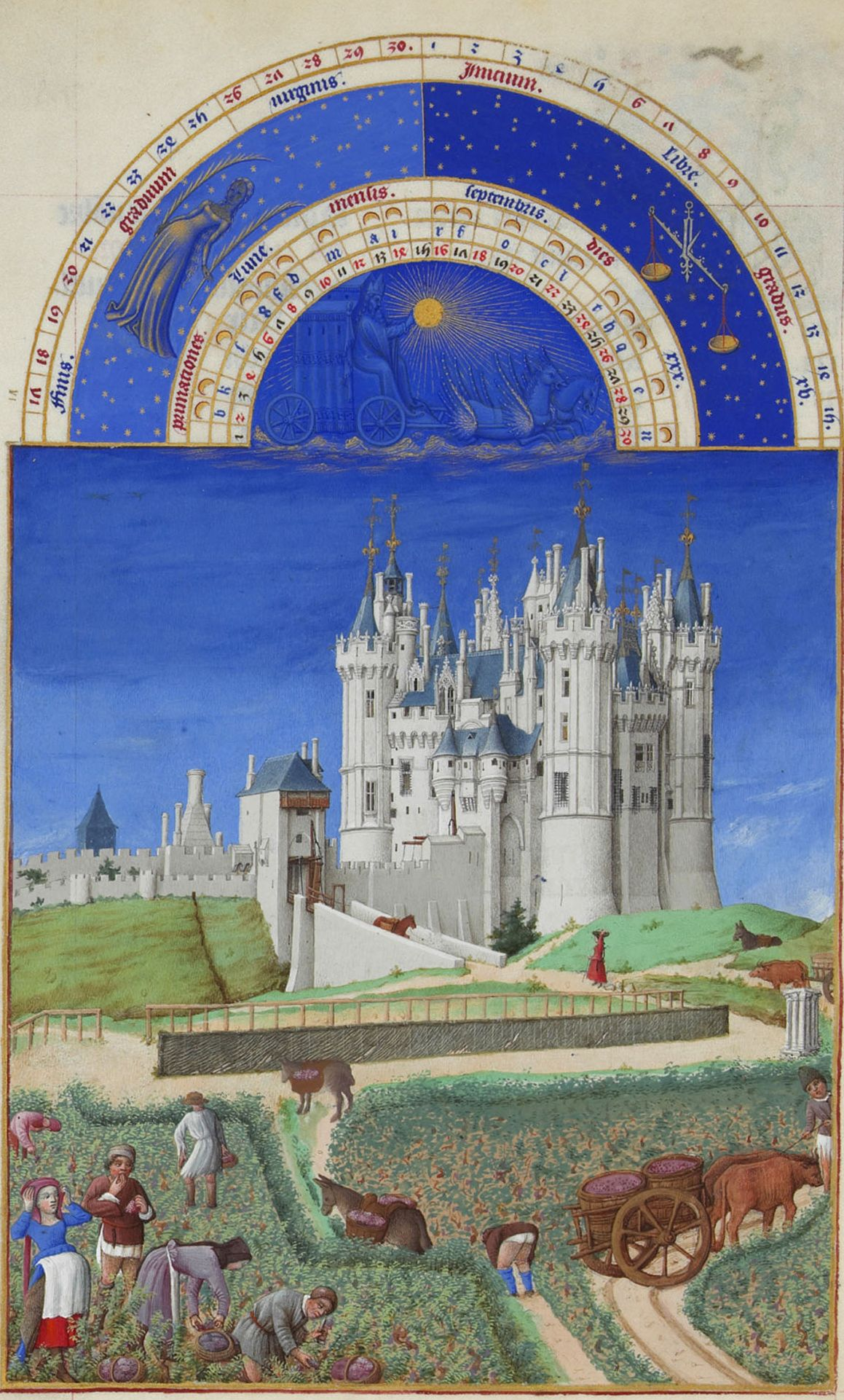
Septembre
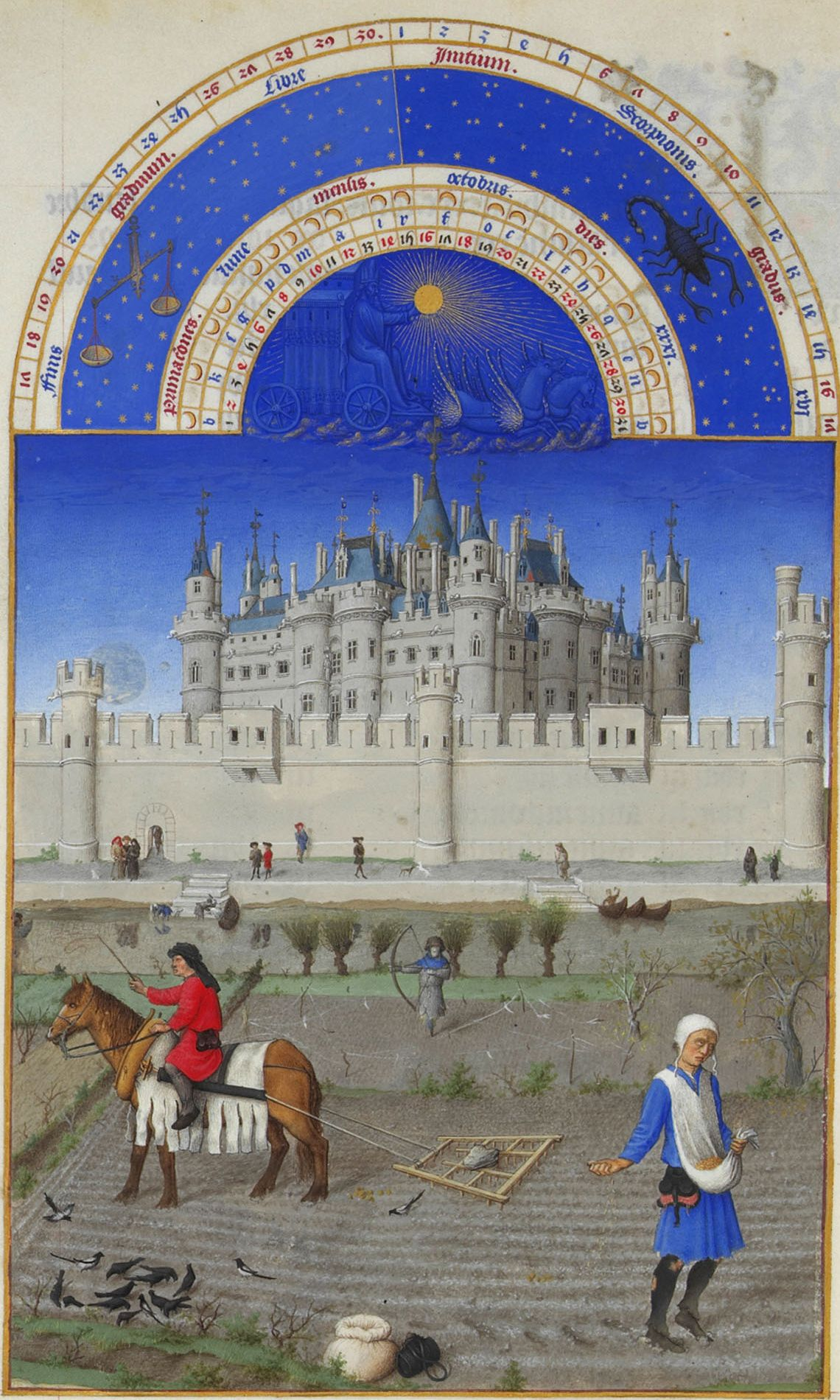
Octobre

### Tournage
- Période de prises de vue : 14 mai à septembre 1942. Marcel Carné[Note 5] : « Il devait y avoir une période de pluies incessantes durant trois longues semaines. Je me souviens que le début des prises de vue avait été fixé au 22 avril. Envisager de tourner un film fin avril sur la Côte, cela ne me paraissait pas d'une témérité folle... Je me trompais. Fait unique, je crois, dans les annales cinématographiques, je dus attendre vingt et un jours, avant de pouvoir donner le premier tour de manivelle ! »
- Intérieurs :
  - Studios de Saint-Maurice (Val-de-Marne) : décors de l'intérieur du château, tournage des scènes du banquet avec les pages, les acteurs qui les incarnent ne se déplaceront pas dans les Alpes-Maritimes contrairement aux acteurs interprétant les « invités du banquet » (dont Simone Signoret) qui iront  puisqu'ils doivent participer aux scènes de chasse et de tournoi[5].
  - Studios de la Victorine  (Alpes-Maritimes) : construction du décor du château sur le terrain attenant aux studios[5]. Des scènes figurant « l'extérieur » y furent également tournées[6].
- Extérieurs dans les Alpes-Maritimes[7] :
  - Gourdon,
  - Tourrettes-sur-Loup : scènes de la fontaine[5],
  - Vence.
- Arletty[8] : « Tournant de ma carrière. Je passe du personnage léger à l'énigmatique. Tout m'enchante dans ce film : le poème, la musique, les sites où on allait tourner : le Midi, Vence, Gourdon, Tourrettes-sur-Loup. [...] Images : Roger Hubert. Je n'ai aimé qu'un château : celui des Visiteurs, le château neuf, brillant comme un miroir, planté par Trauner. Nous travaillons et vivons en équipe. [...] C'est aussi une compétition d'acteurs, chacun veut donner son maximum. Jacques Prévert fait des apparitions discrètes. »
- Le film ayant été tourné durant la Seconde Guerre mondiale, en raison du rationnement et de la pénurie alimentaire qui régnaient, les figurants affamés ont englouti les premiers mets disposés sur la table pour la scène du banquet[9]. L'acteur Alain Cuny, incarnant Gilles, précise que le luxe alimentaire déployé à l'écran était de fait totalement artificiel : les poulets du banquet étaient en carton[10] !

### Musique
Chansons : interprétées par Jacques Jansen (voix chantée d'Alain Cuny) :
- Complainte de Gilles, paroles de Jacques Prévert et musique de Maurice Thiriet
- Démons et Merveilles, paroles de Jacques Prévert et musique de Maurice Thiriet
- Le Tendre et Dangereux Visage de l'amour, paroles de Jacques Prévert et musique de Maurice Thiriet[Note 6]

D'après Michel Trihoreau, la musique, attribuée à Maurice Thiriet au générique du film, aurait été composée en collaboration avec Joseph Kosma : « Kosma compose, comme d'habitude, une mélodie au piano, pour Le Tendre et Dangereux Visage de l'amour et Démons et Merveilles. Les partitions apportées par Carné sont travaillées par Maurice Thiriet qui fait les orchestrations, les arrangements, et qui compose lui-même la Complainte de Gilles. Le génie de Kosma et le talent de Thiriet aboutissent à une création
. ».
Dans une étude détaillée, le journaliste et archiviste Philippe Morisson écrit : « Joseph Kosma n'a (semble-t-il) pas composé les deux ballades des Visiteurs du soir contrairement à ce que j'ai pu moi-même affirmer » ; plus loin, « Joseph Kosma ne revendique la paternité que de la deuxième ballade du film à savoir Le Tendre et Dangereux Visage de l'amour. À aucun moment dans ses archives il ne parle de Démons et merveilles qui lui est souvent attribué » ; et plus loin encore, « Joseph Kosma se trouve au démarrage des projets des deux films ([Les Visiteurs et Les Enfants du paradis]). Pour Les Visiteurs du soir, il compose au piano une première musique pour les deux premières ballades, [...] l’une était une valse américaine (Démons et merveilles) et l’autre un blues (Le Tendre et Dangereux Visage de l’amour) mais elles n’auraient pas été retenues dans la version finale du film. »

## Distinction
Citée par Michel Souvais dans Arletty : Je suis comme je suis, l'obtention du Grand prix du cinéma français 1942 serait une erreur, car la distribution de cette récompense aurait apparemment été suspendue durant la Seconde Guerre mondiale.